# 张毅忱
张毅忱（1912年—1993年），男，陕西吴堡人，中华人民共和国政治人物。

## 生平
早年担任陕北红军游击队支队政委，后加入中国工农红军第十五军团政治部地方工作部部长、冀中军区分区政治部主任、中共绥南地委书记。
中华人民共和国成立后，担任中共宝鸡市委书记、陕西省工业厅厅长、陕西省人民委员会副省长；后改任青海省人民委员会副省长、中共中央西北局财贸办公室副主任、陕西省第五届人大常委会副主任。